# Рекорд (стадион, Иркутск)
«Рекорд» — стадион для хоккея с мячом в Иркутске. Вместимость — 5 300 зрителей.

## История
Изначально был построен, как стадион иркутского завода радиоприёмников имени 50-летия СССР. В настоящее время находится в областной собственности.
В 2005 году был оснащён установкой искусственного льда.
В 2012 году стадион принимал матчи чемпионата мира по хоккею с мячом среди женщин, в 2014 году — чемпионата мира по хоккею с мячом среди мужчин и матчи чемпионата мира по хоккею с мячом 2020. На стадионе проводился финальный этап розыгрыша Кубка России по хоккею с мячом (2015), финальный матч чемпионата России сезона 2015/16.

## Технические характеристики
- Искусственный лёд
- Размеры поля: 115 × 65 м
- Вместимость: 5 300